# Олорон (виконтство)
Виконтство Олорон (фр. Vicomté d'Oloron) — феодальное владение в Южной Франции к западу от виконтства Беарн, известное с X века. Располагалось в долине реки Гав-д’Олорон, его столицей был известный с римского времени город Олорон. В состав его входили также Наваррен, Совтер, а также долины Асп, Оссо, Жосбег и Барету, за исключением Ланна и Барланэ, входивших в состав виконтства Суль.

## История
В отличие от соседнего Беарна, который в IX веке оказался выделен из состава Гасконского герцогства, Олорон остался в составе владений герцогов Гаскони. Однако после смерти умершего около 950 года герцога Санчо IV Гарсии Олорон, Ортез, Дакс, Турсан и Габардан оказались в руках Анера I (ум. до 978). Журген считает его сыном герцога Санчо IV.
По Жургену у Анера I было 3 сына: Луп I Анер (ум. до 985), виконт Олорона, Ортеза и Дакса, Донат Анер (ум. после 982), виконт Габардана, ставший родоначальником дома Габарре и Санчо Анер, виконт Турсана, родоначальник дома де Турсан.
После смерти Лупа I Олорон унаследовал его сын Анер II (ум. после 1009). Дакс и Ортез достались Арно I Лупу (ум. после 1011), вероятно также сыну Лупа I. В правление Анера II на Олорон начинают претендовать виконты соседнего Беарна. В 1002 году виконт Сантюль III захватил Олорон, однако после его смерти около 1004 года Анер вернул себе владения. У него не было законных сыновей, а на единственной дочери Анжеле женился Сантюль IV Старый, виконт Беарна, внук Сантюля III. После смерти Анера II его владения унаследовал его незаконный сын Луп II (ум. после 1060), однако около 1045 года Сентюль IV окончательно присоединил Олорон к Беарну.

## Список виконтов Олорона
- ок. 950 — до 978: Анер (Азнар?) I Санше (ум. до 978), виконт Олорона, Ортеза, Дакса, Турсана и Габардана
- до 978 — до 985: Луп I Анер (ум. до 985), виконт Олорона, Ортеза и Дакса, сын (?) предыдущего
- до 985 — ок. 1002: Анер II Луп (ум. после 1009), виконт Олорона, сын предыдущего
- ок. 1002 — ок. 1004: Сантюль I (ум. ок. 1004), виконт Беарна (Сантюль III) с ок. 980, виконт Олорона (Сантюль I) с 1002
- ок. 1004 — после 1009: Анер II Луп (вторично)
- после 1009 — ок. 1045: Луп II Анер (ум. после 1060)
- ок. 1045—1058: Сантюль II Старый (ум. 1058), виконт Беарна с до 1022, виконт Олорона (Сантюль II) с ок. 1045, сын предыдущего